# Jan-David Bürger
Jan-David Bürger (* 1993 in Essen) ist ein deutscher Schauspieler.

## Leben
Jan-David Bürger ist der Enkelsohn des Physikers Wolfgang Bürger, der in den 1980er Jahren ein bekannter Demonstrator von Experimenten in der WDR-Fernsehsendung Kopf um Kopf war. Bürger spielte bereits während seiner Schulzeit Theater. Seit 2008 trat er regelmäßig im Kulturforum Alte Post (Schule für Kunst und Theater) in Neuss auf. In der Spielzeit 2008/09 spielte er dort zunächst mehrere kleinere Rollen in dem Stück Jesus von Texas nach dem Roman von DBC Pierre unter der Regie von Jale Maria Gönenc; 2013 übernahm er dann in dem Stück die Hauptrolle des Jesus Navarro. 2012/13 spielte er im Kulturforum Alte Post den Oliver in der Shakespeare-Komödie Wie es euch gefällt. Er trat außerdem in der Spielzeit 2011/12 mit dem Ensemble des Jungen Schauspielhauses Düsseldorf als Jewgenij Wassiljewitsch Bazarow in einer Bühnenfassung des Romans Väter und Söhne auf.
Von März 2018 bis Anfang 2022 absolvierte Jan-David Bürger ein Schauspielstudium an der Theaterakademie August Everding in München.
Seit 2011 spielte Bürger in mehreren Kino- und Fernsehfilmen mit. In dem Fernsehfilm Kehrtwende (2011) von Dror Zahavi stand er in der kleinen Rolle des Gino erstmals vor der Kamera. Sein Kinodebüt hatte er 2012 in der Filmkomödie Das Hochzeitsvideo von Sönke Wortmann, in dem er den flippigen, etwas verrückten Jugendlichen Bernd spielte. 2012 hatte er eine kleine Rolle in dem Kinofilm Transpapa, in dem er Benny, den One-Night-Stand der 15-jährigen weiblichen Hauptfigur Maren Probst, darstellte. In Sönke Wortmanns Kinofilm Schoßgebete (2014) spielte er eine Nebenrolle als Freund der Filmfigur Sarah, der als einziger gemeinsam mit Sarahs Mutter einen Autounfall überlebt. In dem Kinofilm Die abhandene Welt, der im Februar 2015 bei den Internationalen Filmfestspielen in Berlin erstmals gezeigt wurde, spielte er unter der Regie von Margarethe von Trotta die Rolle des Josef.
In der Nickelodeon-Jugendserie Hotel 13 gehörte er 2012 in der 1. Staffel als Rettungsschwimmer Mark zu den Nebendarstellern. 2013 war er der Schüler Tim in dem Fernsehfilm Nichts mehr wie vorher. Von 2013 bis 2014 hatte er, neben Hendrik Duryn, als Schüler Mirko eine durchgehende Seriennebenrolle in der RTL-Fernsehserie Der Lehrer. Bürger hatte außerdem Episodenrollen in den Serien Der letzte Bulle (2014), Danni Lowinski (2014; als Schüler Dominik) und Heldt (2015; als Drogendealer Marcel).
In der 2. Staffel der Fernsehserie In aller Freundschaft – Die jungen Ärzte (2016) war Bürger in einer Episodenhauptrolle zu sehen; er spielte den Patienten Chris Lewandowski, dessen größter Berufswunsch es ist, Rettungstaucher zu werden. In der ARD-Fernsehserie Rote Rosen spielte er von August 2017 (Folge 2486) bis Dezember 2017 (Folge 2570) in einer durchgehenden Serienrolle den Kanadier Mika Gerber, den Sohn des Lüneburger Kaffeerösters Peer Juncker (Jörg Pintsch). In der 15. Staffel der ZDF-Krimiserie SOKO Wismar (2017) übernahm Bürger eine Episodenrolle als vorbestrafter Sohn eines todkranken Richters, der ein schwieriges Verhältnis zu seinem Vater hat. In der 24. Staffel der TV-Serie In aller Freundschaft (2022) spielte Jan-David Bürger eine Episodenhauptrolle als Sohn eines Bankangestellten, der sein Studium abgebrochen hat und mittlerweile erfolgreich einen Comic-Laden, in dem er früher gejobbt hat, führt.
Zu seinen Hobbys gehört das Tanzen, insbesondere Breakdance und Hip-Hop. 2017 wirkte Jan-David Bürger im Video zur Single „Marta“ der Rap-Band Alidaxo aus Bochum mit. Bürger lebt in Köln.

## Filmografie (Auswahl)
- 2011: Kehrtwende (Fernsehfilm)
- 2012: Das Hochzeitsvideo (Kinofilm)
- 2012: Transpapa (Kinofilm)
- 2012: Hotel 13 (Jugendserie)
- 2013: Jetzt Jetzt Jetzt (Kurzfilm; Fernsehfilm)
- 2013: Drüber (Schullehrfilm der Bundeszentrale für gesundheitliche Aufklärung)
- 2013: Treffen zwischen zwei parkenden Autos (Kurzfilm)
- 2013: Nichts mehr wie vorher (Fernsehfilm)
- 2013–2014: Der Lehrer (Fernsehserie)
- 2014: Der letzte Bulle (Folge: Es bleibt in der Familie); Fernsehserie
- 2014: Danni Lowinski (Folge: Zwangspension); Fernsehserie
- 2014: Schoßgebete (Kinofilm)
- 2015: Heldt (Folge: Junkie); Fernsehserie
- 2015: Die abhandene Welt (Kinofilm)
- 2016: In aller Freundschaft – Die jungen Ärzte (Folge 64: Wer bist du wirklich?); Fernsehserie
- 2017: Rote Rosen (Fernsehserie)
- 2017: SOKO Wismar (Folge: Schattenkind); Fernsehserie
- 2018: Alarm für Cobra 11 – Die Autobahnpolizei (Fernsehserie, Folge: Bombenstimmung)
- 2022: In aller Freundschaft (Folge 962: Überreaktionen); Fernsehserie
- 2022: WaPo Duisburg (Folge: Der tote Taucher); Fernsehserie